# حصار شالپوش
حصار شالپوش، روستایی از توابع دهستان ملارد جنوبی ، بخش مرکزی شهرستان ملارد در استان تهران ایران است. از مکان‌های دیدنی این روستا میتوان به باغ پناهی اشاره کرد.

## جمعیت
این روستا در دهستان ملارد جنوبی قرار دارد و براساس سرشماری مرکز آمار ایران در سال ۱۳۹۵، جمعیت آن ۳۵۵ نفر (۱۱۰ خانوار) بوده‌است.